# Lev Gorn
Lev Gorn (ur. 1971 w Stawropolu) – amerykański aktor filmowy i serialowy rosyjskiego pochodzenia.

## Filmografia[1]
- Prawo ulicy (2003) jako Eton Ben-Eleazer
- Keane (2004) jako diler narkotyków
- Unbridled (2005) jako Alexi
- Straight Forward (2005) jako Cardova
- As the World Turns (2006) jako Anatoly
- Prawo i porządek: Zbrodniczy zamiar (2004–2006) jako Anton / Gregorian
- Vettaiyaadu Vilaiyaadu (2006) jako Anderson
- Ojcze nasz. Krew z krwi (2007) jako Rough-Shave
- Street Fighter: The Later Years (2007–2008) jako Ken Masters
- Grand Theft Auto IV (2008) jako Ivan Bytchkov (głos)
- Manhattanites (2008) jako  Blake Whitney
- Trenches (2010) jako Traina
- Bronx Paradise (2013) jako Manny
- Last I Heard (2013) jako Dominic Salerno Jr.
- Blue Collar Boys (2013) jako Ira
- Zawód: Amerykanin (2013) jako Arkady Zotov
- Vkus Ameriki (2014) jako Berman
- Agenci NCIS (2014–2016) jako Anton Pavlenko
- Madam Secretary (2015) jako Mikhail Bozek
- Ace the Case (2016) jako Chirurg
- Śmietanka towarzyska (2016) jako Eddie